# Głojkowo
Głojkowo – osada w Polsce położona w województwie kujawsko-pomorskim, w powiecie inowrocławskim, w gminie Dąbrowa Biskupia.

## Podział administracyjny
W latach 1975–1998 miejscowość administracyjnie należała do województwa bydgoskiego.

## Demografia
Według Narodowego Spisu Powszechnego (III 2011 r.) osada liczyła 24 mieszkańców. Jest 26. co do wielkości miejscowością gminy Dąbrowa Biskupia.